# 加藤康弘
加藤 康弘（かとう やすひろ、1986年5月13日 - ）は、プロサッカー選手。ポジションはFW、MF。

## 来歴
小学4年時から地元の少年サッカーチームに入団しサッカーを始める。
中学時代は名古屋グランパスエイトのジュニアユースに所属。高校は愛知県の東邦高校へ進学した。その後、2年時に長野県の地球環境高校、3年時に茨城県の東海学院文化教養専門学校へ編入した。
浜松大学（現常葉大学）時代は当初試合出場のチャンスに恵まれなかったが、4年時に監督に就任した長澤和明に見出されシーズン途中でレギュラーに定着。3年ぶりに浜松大学をインカレへと導いた。
大学卒業後はAC長野パルセイロに入団するも、1年で退団。タイ・プレミアリーグのオーソットサパー・M-150・サラブリーFCに移籍を果たす。その年の夏には同リーグのロイヤル・タイ・アーミーFCへ移籍した。
2011年、ラトビア・ヴィルスリーガのFBグルベネと契約し、2度の決勝点を含む12試合3ゴールと結果を残し、同年7月、ラトビアの強豪FKヴェンツピルスへ移籍した。その年、UEFAヨーロッパリーグ予選2回戦ベラルーシのFCシャフティオール戦では後半途中から出場し勝利を収める。11月には日本人初となるヴィルスリーガで優勝を果たす。
2012年1月、ウクライナ・ファーストリーグのFCザカルパッチャ・ウージュホロド（現・FCホヴェルラ・ウージュホロド）の招待を受け練習に参加。同年2月契約に至りウクライナリーグでは初の日本人選手誕生となる。FCザカルパッチャはファーストリーグでの優勝を果たし来期のプレミアリーグの昇格を決めている。
2013年9月26日、ポーランド・Iリガ（2部）所属のストミール・オルシティン（OKS STOMIL OLSZTYN）に加入。同年11月9日、ホームでのミエジュ・レグニツァ（Miedź Legnica）戦で初ゴールをあげる。
2015年9月7日、スロベニア・ドルガ・リーガ（2部）所属のドラヴァ・プトゥイ（Drava Ptuj）に加入。元スロベニア代表で2002 FIFAワールドカップにも出場したネストヤ・チェフと共にプレー。
2015年12月28日、故郷である蒲郡市観光大使に任命された。
2017年、現役引退を発表。
2024年、ポーランドのIV LIGA（5部）のピサ・プリマベーラ・バルチェボにて現役復帰。

## 所属クラブ
- 名古屋グランパスU-15
- 東邦高校
- 地球環境高校
- 東海学院文化教養専門学校
- 浜松大学
- 2009年  AC長野パルセイロ
- 2010年 - 2010年7月  オーソットサパー・サラブリーFC
- 2010年7月 - 2010年12月  アーミー・ユナイテッドFC
- 2011年 - 2011年6月  FBグルベネ
- 2011年6月 - 2012年2月  FKヴェンツピルス
- 2012年2月 - 2012年  FCザカルパッチャ・ウージュホロド（現・FCホヴェルラ・ウージュホロド）
- 2013年9月 - 2015年  ストミール・オルシュティン
- 2015年8月 - 12月  ドラヴァ・プトゥイ
- 2016年8月 - 2017年  モトル・ルブリン
- 2017年  ラジルFC東三河
- 2024年 -  ピサ・プリマベーラ・バルチェボ

## 個人成績
| 国内大会個人成績 | 国内大会個人成績         | 国内大会個人成績 | 国内大会個人成績      | 国内大会個人成績 | 国内大会個人成績 | 国内大会個人成績 | 国内大会個人成績 | 国内大会個人成績 | 国内大会個人成績 | 国内大会個人成績 | 国内大会個人成績 |
| 年度             | クラブ                   | 背番号           | リーグ                | リーグ戦         | リーグ戦         | リーグ杯         | リーグ杯         | オープン杯       | オープン杯       | 期間通算         | 期間通算         |
| 年度             | クラブ                   | 背番号           | リーグ                | 出場             | 得点             | 出場             | 得点             | 出場             | 得点             | 出場             | 得点             |
| 日本             | 日本                     | 日本             | 日本                  | リーグ戦         | リーグ戦         | リーグ杯         | リーグ杯         | 天皇杯           | 天皇杯           | 期間通算         | 期間通算         |
| ---------------- | ------------------------ | ---------------- | --------------------- | ---------------- | ---------------- | ---------------- | ---------------- | ---------------- | ---------------- | ---------------- | ---------------- |
| 2009             | 長野                     | 21               | 北信越1部             | 9                | 6                | -                | -                | -                | -                | 9                | 6                |
| タイ             | タイ                     | タイ             | タイ                  | リーグ戦         | リーグ戦         | リーグ杯         | リーグ杯         | FA杯             | FA杯             | 期間通算         | 期間通算         |
| 2010             | サラブリー               | 21               | タイ・プレミア        | 6                | 0                | -                | -                | -                | -                | 6                | 0                |
| 2010             | アーミー                 | 33               | タイ・プレミア        | 11               | 1                | -                | -                | -                | -                | 11               | 1                |
| ラトビア         | ラトビア                 | ラトビア         | ラトビア              | リーグ戦         | リーグ戦         | リーグ杯         | リーグ杯         | ラトビア杯       | ラトビア杯       | 期間通算         | 期間通算         |
| 2011             | グルベネ                 | 5                | ヴィルスリーガ        | 12               | 3                | -                | -                | -                | -                | 12               | 3                |
| 2011             | ヴェンツピルス           | 11               | ヴィルスリーガ        | 5                | 0                | -                | -                | 1                | 0                | 6                | 0                |
| ウクライナ       | ウクライナ               | ウクライナ       | ウクライナ            | リーグ戦         | リーグ戦         | リーグ杯         | リーグ杯         | ウクライナ杯     | ウクライナ杯     | 期間通算         | 期間通算         |
| 2011-12          | ザカルパッチャ           | 22               | ファーストリーグ      | 4                | 0                | -                | -                | -                | -                | 4                | 0                |
| ポーランド       | ポーランド               | ポーランド       | ポーランド            | リーグ戦         | リーグ戦         | リーグ杯         | リーグ杯         | オープン杯       | オープン杯       | 期間通算         | 期間通算         |
| 2013-            | ストミール・オルシティン | 5                | ポーランド・1部リーグ | 17               | 2                | -                | -                | -                | -                | -                | -                |
| 通算             | 日本                     | 日本             | 北信越1部             | 9                | 6                | -                | -                | 0                | 0                | 9                | 6                |
| 通算             | タイ                     | タイ             | タイ・プレミア        | 17               | 1                | -                | -                | 0                | 0                | 17               | 1                |
| 通算             | ラトビア                 | ラトビア         | ヴィルスリーガ        | 17               | 3                | -                | -                | 1                | 0                | 18               | 3                |
| 通算             | ウクライナ               | ウクライナ       | ファーストリーグ      | 4                | 0                | -                | -                | 0                | 0                | 4                | 0                |
| 総通算           | 総通算                   | 総通算           | 総通算                | 47               | 10               | -                | -                | 1                | 0                | 48               | 10               |

その他の公式戦
- 2011年 UEFAヨーロッパリーグ予備予選2回戦 1試合0得点

## タイトル

### クラブ

#### FBグルベネ
- ラトビアカップ（2010-2011）
- ヴィルスリーガ（2011）

#### FCザカルパッチャ・ウージュホロド
- ウクライナ・ファーストリーグ（2011-2012）

## その他
- 東日新聞インタビュー上・中・下